# アス・フィリャス・ダ・マンエ
『アス・フィリャス・ダ・マンエ』（ポルトガル語：As Filhas da Mãe）は、ブラジルのテレノベラ（テレビ小説）である。